# Balkı, Ilgın
Balkı là một thị trấn thuộc huyện Ilgın, tỉnh Konya, Thổ Nhĩ Kỳ. Dân số thời điểm năm 2011 là 985 người.